# کالیمولینو
کالیمولینو (انگلیسی: Kalimullino) یک شهرک در شهرستان زیانچورینسکی استان باشقیرستان کشور روسیه است.